# Saperda fayi
Saperda fayi là một loài bọ cánh cứng trong họ Cerambycidae.